# Табанари
Табана́ри (рос. Табанары, чув. Тапанар) — присілок у складі Цівільського району Чувашії, Росія. Входить до складу Друговурманкасинського сільського поселення.
Населення — 110 осіб (2010; 90 у 2002).
Національний склад:
- чуваші — 100 %